# Hokkóformák
A hokkóformák (Cracinae) a madarak osztályának tyúkalakúak (Galliformes) rendjébe és a hokkófélék (Cracidae) családjába tartozó alcsalád.
Az Integrated Taxonomic Information System használja az alcsaládot és ezt a besorolást, a többi eltől eltér, lásd a családnál!

## Rendszerezésük
Az alcsaládba az alábbi nemek és fajok tartoznak:
- Nothocrax  (Burmeister, 1856) – 1 faj
  - bagolyhokkó (Nothocrax urumutum)

- Mitu  (Lesson, 1831) – 4 faj
  - Mitu tuberosa  máshogy  Mitu tuberosum
  - Mitu tomentosa  más néven  Crax tomentosa
  - Salvin-mitu (Mitu salvini)  más néven   (Crax salvini)
  - csupaszfülű mitu (Mitu mitu)  más néven  (Crax mitu)

- Pauxi  (Temminck, 1813) – 2 faj
  - sisakos hokkó (Pauxi pauxi)  más néven  (Crax pauxi)
  - Pauxi unicornis  más néven  (Crax unicornis)

- Crax  (Linnaeus, 1758) – 7 faj
  - kéklebenyes hokkó (Crax alberti)
  - fekete hokkó (Crax alector)
  - piroscsőrű hokkó vagy atlanti hokkó (Crax blumenbachii)
  - sárgabütykös hokkó (Crax daubentoni)
  - csupaszarcú hokkó (Crax fasciolata)
  - bütyköscsőrű hokkó (Crax globulosa)
  - nagy hokkó vagy púpos hokkó  (Crax rubra)